# The Palace of Auburn Hills
The Palace of Auburn Hills (eller bare The Palace) er en sportsarena i Detroit-forstaden Auburn Hills i Michigan, USA, der er hjemmebane for NBA-holdet Detroit Pistons. Arenaen har plads til ca. 24.000 tilskuere, og blev indviet 13. august 1988.